# Aconogonon chaneyi
Aconogonon chaneyi är en slideväxtart som först beskrevs av Boris Fedtjenko, och fick sitt nu gällande namn av Kanesuke Hara. Aconogonon chaneyi ingår i släktet sliden, och familjen slideväxter. Inga underarter finns listade i Catalogue of Life.